# Viburnum opulus
Viburnum opulus ili Crvena kalina je biljna vrsta iz porodice Adoxaceae. Autohtona vrsta je u Evropi, severnoj Africi i centralnoj Aziji.
Listopadni je grm visine do 5 metara, koji cvate krajem proleća i ima bele cvetovima veličine do 10 cm. Plodovi su crvene boje, koji ako se u svežem stanju konzumiraju u većim količinama deluju otrovno, dok su prokuvani plodovi bezbedni za konzumaciju.
Kod nas raste po rubovima šuma, uz obale reka i potoka, te uz nasipe, pruge i na livadama. Postoji veliki broj kultivisanih odlika koje se koriste u hortikulturi, ali i nekoliko odlika koje se uzgajaju zbog plodova (vrste: Zernica, Krasnji korall, Krasnaja grozd, Granatovi braslet, Taežnij rubin, Vigorovskaja sladkaja, Gordovina, Marija, Wentworth, Phillips, Andrews, Hahs).
Koristi se i kao lekovita biljka. U upotrebi su kora i koren koji se skidaju, odnosno iskapaju u proleće i jesen. Razmnožava se uz pomoć ptica, koje privlače bobice biljke upadljive crvene boje.

## Vrste koje se koriste u hortikulturi
- Compactum, manje visine rasta, najviše 2 metra. Cvate krajem proleća, cvetovi beli.
- Harvest Gold (syn.: 'Park Harvest', 'Aureum'). Mladi listovi žute boje.
- Kristy D. (syn.: 'Variegatum'). Šareni listovi.
- Nanum. Patuljasta vrsta, visina do 60 cm.
- Roseum ('Sterile'). Najraširenija  vrsta, visina do 4 metra. Cvata krajem juna, početkom jula.
- Xanthocarpum. Vrsta žutih plodova.

## Simbolika
U beloruskom folkloru je simbol nevinosti, čistote i lepote. U Belorusiji se mlada devojka upoređuje sa crvenom hudikom.
Biljka je opevana u mnogim narodnim pesmam Ukrajine. Ponekad se smatra simbolom Ukrajine.